# آنا بونجورني
آنا بونجورني (من مواليد 15 سبتمبر 1993) هي عداءة إيطالية، وأشهر إنجازاتها على المستوى الفردي الدولي هو الميدالية البرونزية في الألعاب الجامعية في سباق 200 متر عام 2017. هي أيضا بطلة وطنية مرتين على المستوى الفردي في سباق 60 متر داخل الصالات عام 2017 وعام 2018. تنافست في سباق 100 مترفي الألعاب الأولمبية الصيفية 2020 في طوكيو، اليابان.
تنافست في حدث التتابع 4 × 100 متر في بطولة العالم لألعاب القوى 2015 في بكين، الصين. فازت بثلاث ميداليات برونزية دوليًا، في دورة الألعاب الجامعية الصيفية 2017 وفي دورة الألعاب المتوسطية 2018 (واحدة في سباق التتابع هذا). في مسيرتها الوطنية، فازت بلقبين فرديين مطلقين على مستوى الكبار (60 مترًا في عامي 2017 و2018)، وألقاب ثانوية أخرى في التتابع (4 × 100 و4 × 200 متر)، وخمس ميداليات فازت بها بشكل عام، وست ميداليات للشباب (مرتين في سباق 100 متر للطلاب ونفس سباق 4 × 100 متر للناشئين، مرة واحدة في سباق 100-200 متر للناشئين ومرتين في الجامعة (100 و200 متر).
هي ابنة العداء الإيطالي السابق جيوفاني بونجيورني، وفي يونيو 2019، تخرجت في الطب.

## الإحصائيات

### الأرقام القياسية الوطنية
- 4 × 100 متر تتابع: 42.90 (الدوحة، قطر، 4 أكتوبر 2019)، ركضت في المرحلة الثالثة بالفريق مع جوهانيليس هيريرا، جلوريا هوبر، إيرين سيراجوسا - حاملة اللقب.[13]

#### سباق 100 متر
| عام  | الوقت | الرياح | المكان             | التاريخ        | المرجع. |
| ---- | ----- | ------ | ------------------ | -------------- | ------- |
| 2020 | 11.30 | +2.0   | سافونا (إيطاليا)   | 16 يوليو 2020  | [ 14 ]  |
| 2019 | 11.61 | +0.2   | ووهان (الصين)      | 22 أكتوبر 2019 |         |
| 2018 | 11.39 | -0.7   | أورفيتو (إيطاليا)  | 20 يوليو 2018  |         |
| 2017 | 11.39 | +0.7   | تريست (إيطاليا)    | 1 يوليو 2017   |         |
| 2016 | 11.60 | +0.6   | أورفيتو (إيطاليا)  | 29 يوليو 2016  |         |
| 2015 | 11.56 | +0.3   | تورينو (إيطاليا)   | 25 يوليو 2015  |         |
| 2013 | 11.86 | +1.1   | رييتي (إيطاليا)    | 14 يونيو 2013  |         |
| 2011 | 11.68 | +1.3   | بريسانون (إيطاليا) | 17 يونيو 2011  |         |
| 2010 | 11.82 | +1.2   | موسكو (روسيا)      | 21 مايو 2010   |         |
| 2009 | 11.98 | +1.8   | كواراتا (إيطاليا)  | 9 يونيو 2009   |         |